# Saisaari (ö i Södra Savolax, S:t Michel, lat 61,52, long 28,12)
Saisaari är en ö i Finland. Den ligger i sjön Saimen och i kommunen Puumala i den ekonomiska regionen  S:t Michel och landskapet Södra Savolax, i den södra delen av landet, 230 km nordost om huvudstaden Helsingfors. Öns area är 30,4 hektar och dess största längd är 0,9 kilometer i nord-sydlig riktning.